# Bouin (Vendeia)
Bouin é uma comuna francesa na região administrativa da Pays de la Loire, no departamento de Vendéia. Estende-se por uma área de 51,31 km². Em 2010 a comuna tinha 2 193 habitantes (densidade: 42,7 hab./km²).